# Skolan för bokhantverk
Skolan för bokhantverk, Stockholms yrkesskola för utbildning inom boktryckaryrket, grundad 1903 på en av Lars Johan Hiertas minne gjord donation.

## Befattningshavare
- Hugo Lagerström, skolledare 1906–34
- Sten Lagerström, styrelseordförande 1958–
- Ehrnfried Nyberg, styrelseledamot
- Bo Berndal, lärare

## Elever
- Karl-Erik Forsberg, 1929–32

## Bokutgivning
- Frösell, Erik (1931). Stridigheterna mellan boktryckare och bokbindare under skråtvångets tid.. Stockholm: Skolan för bokhantverk. Libris 1354366